# Rolex Day-Date
 (août 2022).

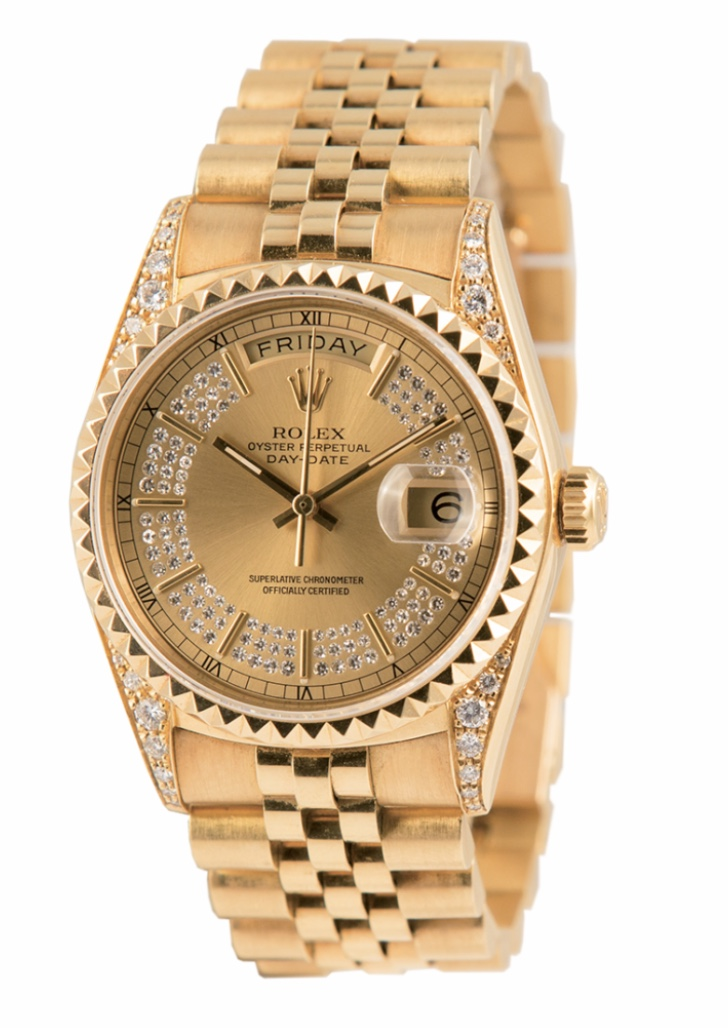
Une Rolex Day-Date en or jaune.

La Rolex Oyster Perpetual Day-Date est un modèle de montre mécanique à remontage automatique certifié COSC, fabriqué par Rolex. Présentée à l'origine en 1956, la Day-Date a été la première montre à afficher la date et le jour. La Day-Date est l'un des modèles Rolex fabriqués uniquement en or jaune massif 18 carats, en or blanc 18 carats, or everose 18 carats (version Rolex en or rose 18 carats) et en platine (PT950).